# Salijski Franki
Salijski Franki ali Salijci (latinsko Salii, grško Salioi) so bili zahodna podskupina zgodnjih Frankov, ki so se v zgodovinskih zapisih prvič pojavili v 3. stoletju. V tistem času so živeli med rekama Ren in IJsel v sedanji nizozemski regiji Veluwe, Gelderland. To pomeni, da so bili naseljeni severno  od limesa Rimske Galije, ki je potekal po Renu. Imeli so jih za bojevite vojščake in pirate in zaveznike Rimljanov (Laeti). Del Frankov se je kmalu zatem za stalno naselil na rimsko ozemlje. Po preselitvi na Batavijo, mejni otok na Renu,  leta 358, so z Rimljani očitno skleniti  nekakšen sporazum, ki jim je dovolil naselitev južno od Rena v Toksandriji, ki se je približno ujemala s sedanjo nizozemsko provinco   Noord-Brabant in bližnjimi deli belgijskih provinc Antwerpen in Belgijski  Limburg.
Salijci so se sčasoma povsem zlili s Franki. Opustili so svoje ime  in se v  7. stoletju pretvorili v  Franke  par excellence. Zakonik Lex Ripuaria, ki je nastal okoli leta 630 v okolici Kölna, se je razvil iz stare frankovske zakonodaje, znane kot  Lex Salica. Merovinški kralji, zaslužni za osvojitev Galije, so bili salijskega porekla.

## Ime
Ime Salijski Franki (latinsko Salii) se je od zgodnjega 6. stoletja   uporabljalo za njihovo razlikovanje od Ripuarskih Frankov. Ime Salii se je morda razvilo iz imena reke IJsel, ki se je nekoč imenovala Hisloa ali Hisla, v antiki pa Sala, ob kateri so bili prvotno naseljeni. Pokrajina se sedaj imenuje Salland. Druga možnost je, da se je razvilo iz germanske besede *saljon,  ki pomeni prijatelja ali tovariša.

## Kultura
Jezik Salijskih Frankov je prednik sodobne družine spodnjefrankonskih narečij, med katere spada tudi holandščina.
Salijska plemena so bila združena v  šibko plemensko zvezo, ki se je laže pogajala z rimskimi oblastmi. Vsako pleme je bilo sestavljeno iz številnih družin, zbranih okoli zelo ugledne ali plemiške družine.  Pomembnost družinskih vezi je jasno razvidna iz salijskega prava, ki predpisuje, da noben posameznik nima nobenih pravic, če ni član družine.
Medtem, ko so bili Goti in Vandali od sredine 4. stoletja vsaj delno pokristjanjeni, je med Salijskimi Franki vse do Klodvikovega krsta malo pred ali malo po letu 500 prevladovalo germansko mnogoboštvo. Po njem je začelo poganstvo postopoma odmirati.

## Zgodovina
Zgodovinski zapisi kažejo, da so bili Salijski Franki prvotno naseljeni ob morju. Okoli leta 286 je poveljnik vojske Rimskega cesarstva Karavsij dobil nalogo, da brani Doversko ožino pred saškimi in frankovskimi pirati. Stanje se je spremenilo, ko so Sasi potisnili Franke na jug na rimsko ozemlje. Njihovo selitev proti južni Nizozemski in Belgiji opisujeta Amijan Marcelin in Zosim. Ren so prvič prekoračili med rimskimi prevrati in zatem med germanskim prebojem meje leta 260.
Po vzpostavitvi miru leta 297, je cesar Konstancij Klor dovolil Salijcem naselitev med Batavijce, kjer so kmalu zagospodovali Bataviji in delti Rena. Ko so jih druga germanska plemena, morda Sasi, potisnili še bolj proti jugu, so dobili zaščito Rimljanov, v zameno pa so morali, tako kot vsi drugi naseljenci Batavije, služiti v vojski cesarja Konstancija Gala. Vse to ni preprečilo navala germanskih plemen s severa, zlasti frankovskih Hamavov. Preostala »nesramna« salijska naselja v rimski Toksandriji (med Meuso in Šeldo na Nizozemskem in v Belgiji) je napadel in pokoril rimski cesar Julij Odpadnik. Salijci so se mu leta 358 vdali in sprejeli rimske mirovne pogoje. Cesar jim je dovolil naselitev v Toksandriji, od koder so bili pred tem pregnani. 
V zgodnjem 5. stoletju je med Salijskimi Franki zaslovela družina, iz katere so kasneje izšli Merovingi, kraljevska dinastija, ki je dobila ime po svojem mitološkem očetu Merovehu.  Njegovo rojstvo je bilo povezano z nadnaravnimi elementi.
V  420. letih je glava družine postal Klodion, ki je razširil salijsko ozemlje do Some v severni Franciji in ustanovil krajestvo  s prestolnico Tournaiu. Kraljestvo sta razširila kralja Hilderik I. in zlasti Klodvik I., ki je osvojil  skoraj celo Rimsko Galijo.
Leta 451 je rimski general Flavij Ecij , de facto vladar Zahodnega rimskega cesarstva, sklical vse svoje germanske zaveznike na rimskem ozemlju za obrambo pred Atilovimi Huni. Salijski Franki so se pozivu odzvali  in sodelovali v  bitki na Katalunskih poljih,  s katero se je končala hunska grožnja Zahodni Evropi. 
Leta 486 je postal absolutni vladar Frankovskega kraljestva Klodvik I., ki je podjarmil vsa galskoromanska in frankovska plemena in ustanovil prestolnico Pariz. Po zmagi nad Vizigoti in Alemani so njegovi sinovi potisnili Vizigote v Hispanijo in podjarmili Burgunde, Alemane in Turinge. 
Po 250 letih vladavine Merovinške dinastije so se začeli uničevalni družinski spori in postopen zaton dinastije. Položaj Merovingov so prevzeli Karolingi, ki so prišli z ozemlj ob reki Meuse v sedanji Belgiji in južni Nizozemski.
V Galiji sta se rimska in germanska družba postopoma zlili v eno. V merovinškem obdobju so se Franki po krstu Klodvika I. leta 496 začeli pokristjanjevati, s čimer se je začelo zavezništvo med Frankovskim kraljestvom in rimskokatoliško cerkvijo.  V nasprotju z Goti in Langobardi, ki so privzeli arijanstvo, so Salijci že na samem začetki sprejeli katoliško vero.
V 9. stoletju, če ne že prej, so razlike med Salijskimi in Ripuarskimi Franki povsem izginile. Razlike so se še nekaj časa pojavljale samo  v pravnem sistemu, po katerem  so presojali posameznikom na sodišču. 

### Primarni viri
- Amijan Marcelin. Zgodovina poznega Rimskega cesarstva.
- Gregor Tourski. Decem Libri Historiarum (Zgodovina v deset knjigah, bolj znana kot Historia Francorum (Zgodovina Frankov)).
- Zosim  (1814).  New History.  London, Green and Chaplin. 1. knjiga.

### Sekundarni viri
- Anderson, Thomas (1995). Roman Military Colonies in Gaul, Salian Ethnogenesis and the Forgotten Meaning of Pactus Legis Salicae 59.5. Early Medieval Europe 4 (2): 129–144.
- Chisholm, Hugh (1910). Franks, v Encyclopædia Britannica: A Dictionary of Arts, Sciences, Literature and General Information, 11. zvezek, str. 35–36.
- Musset, Lucien. The Germanic Invasions: The Making of Europe, Ad 400-600. 1975, ISBN 1-56619-326-5, str. 68.
- Perry, Walter Copland (1857). The Franks, from Their First Appearance in History to the Death of King Pepin. Longman, Brown, Green: 1857.
- Wood, Ian (1994). The Merovingian Kingdoms, 450-751 AD.